# Sant Llorenç de Maçanet
Sant Llorenç de Maçanet és una església romànica de Maçanet de la Selva (Selva) inclosa a l'Inventari del Patrimoni Arquitectònic de Catalunya. La parròquia de Sant Llorenç de Maçanet està situat al centre de la població, amb construccions adossades als costats nord i de ponent. Construïda entre els anys 1040 i 1070, està dedicada a Sant Llorenç. Durant els segles xiv, xv i xvi s'anaren construint diversos afegits i noves dependències, com ara la sagristia, que és del segle xvii. El 1936 l'església fou saquejada i incendiada. Actualment s'hi venera la imatge gòtica d'alabastre de la Mare de Déu de Cabrera.

## Descripció
El temple consta de dues naus, una principal i la lateral al costat de migdia, capçades a llevant per un absis i una absidiola respectivament amb una finestra d'esqueixada simple al centre. A l'exterior, els dos absis presenten decoració d'arcuacions entre lesenes i un seguit d'espitlleres a la part dels tambors que han estat sobrealçats. La nau principal es coberta per una volta de canó lleugerament apuntada a la part del presbiteri, que és encara més apuntada a la resta. Els tres arcs torals que la reforcen arrenquen d'impostes decorades amb incisions de motius geomètrics. El mur de migdia malgrat els afegits conserva la portalada original romànica precedida d'un atri de factura posterior. Es tracta d'un cos quadrangular que sobresurt del parament on s'inscriu un arc motllurat amb l'obertura de la porta rectangular al centre. Al mur de tramuntana trobem de llevant a ponent, la sagristia, una capella i el campanar de torre de planta quadrada amb un cos de planta circular adossat on s'ubica l'escala. La torre és de grans proporcions amb dues obertures a cada cara i rematat en teulada piramidal.

## Història

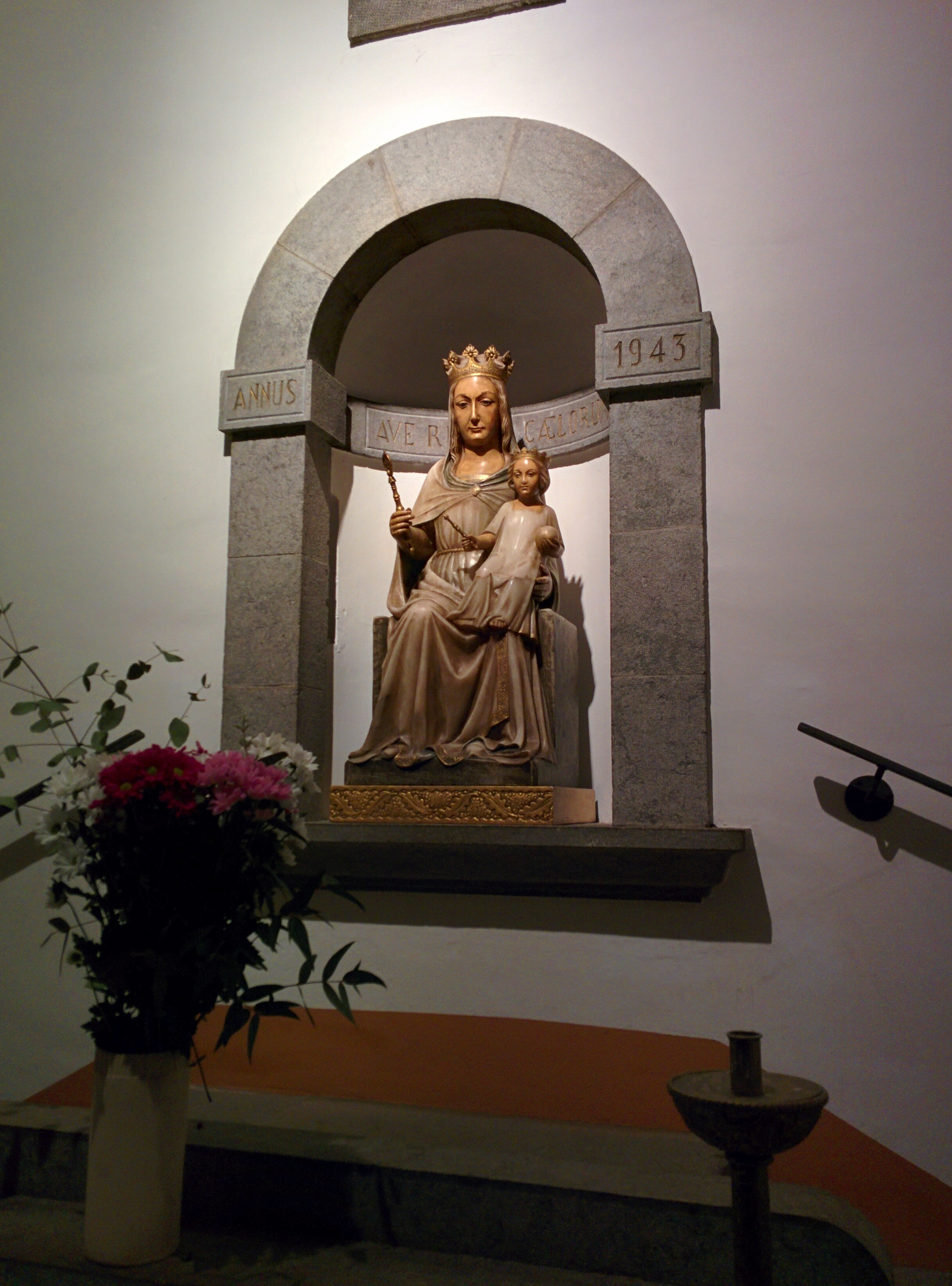
Mare de Déu de Cabrera

L'església de Sant Llorenç va ser construïda entre els anys 1040 i 1070. La construcció va ser possible amb l'esforç de la gent de la zona, i la contribució econòmica del bisbe. En la part humana, la primera referència data de l'any 1207, en que el capellà titular de la parròquia era el canonge Guillem de Cartellà, fill d'Ermessenda de Cartellà. Per sobre la nau hi ha unes golfes, construïdes per evitar degoters i que s'utilitzaren de defensa quan l'església es convertí en fortalesa; per això trobem les espitlleres. Durant els segles xiv, xv i xvi s'anaren construint diversos afegits i noves dependències, segons les necessitats dels moments històrics de cada època. La sagristia que s'introdueix una mica a l'absis de la nau principal, va ser construïda al segle xvii. L'església abans de ser afectada per les greus destrosses ocasionades per la guerra civil, era un conjunt històric-artístic extremadament ric, dotat de múltiples elements de gran valor. D'entre els molts que configuraven el ric temple, cal destacar una sèrie: en primer lloc, el retaule principal, el qual era realment majestuós. Era una obra que s'havia construït en el transcurs de molts anys, amb l'esforç de la feligresia i de donatius. Era tot de fusta i arribava fins a dalt de l'arcada on arriben avui les pintures. Al centre, en una capelleta, hi havia la imatge de Sant Llorenç, el Sant Patró, a mida natural. Als costats, hi havia d'altres imatges que no es recorden i més amunt, dues altres files d'imatges, entre les quals hi havia Sant Francesc, Sant Miquel, Santa Llúcia, Sant Josep, Sant Joan. En segon lloc, enfront de l'altar major, penjada al punt més alt de la volta - en una anella que encara avui existeix - hi havia una monumental aranya de vidre amb nombrosos candelers; en festes molt assenyalades, la baixaveen i un cop encesos tots els ciris, tornaven a pujar-la fins al nivell normal. En tercer lloc, al costat de l'altar major on avui hi ha el Santíssim, hi havia l'altar del Roser. Era també una obra monumental, d'un estil semblant a l'altar major i arribava també fins dalt de la volta, amb uns magnífics capitells daurats. Al centre, una gran imatge de la Mare de Déu del Roser presidia i donava titularitat a l'altar. A cada costat de la imatge central, col·locades a dos nivells, també hi havia diferents imatges de Sants de devoció popular. En quart lloc, en l'arcada entre l'altar major i la sagristia, hi havia la imatge de Sant Jordi dalt del cavall al fons de la capella del presbiteri, un altar del Sant Crist i la Mare de Déu dels Dolors. La destrucció i l'incendi de l'església de Sant Llorenç, cal contextualitzar-la en el clímax de persecució anticlerical desenfrenada que es respirava i que era latent en moltes de les contrades de Catalunya. Així va ser, com a Maçanet durant una tranquil·la tarda de la setmana del 20 al 27 de juliol, va acabar irrompent un escamot partidari de les organitzacions radicals, fortament armat. Ràpidament van concentrar totes les seves ires de destrucció en un punt com va ser el de l'església parroquial de Sant Llorenç. Així és com van treure tots els objectes de culte al carrer per incendiar-los, a cops de mall van destrossar les imatges més pesants i difícils de moure i finalment van optar per calar-hi foc. D'aquesta manera varen ruixar tota la base de l'altar major i del Roser amb benzina. En ser aquests retaules de fusta resseca, de tants anys com tenia, s'encengueren ràpidament, arribant les flames fins a les arcades més altes i van caure en tot el llarg de les naus, propagant-se a tots els altres altars. Tot i l'aparent violència dels fets, només es va enfonsar el teulat de la part baixa de la sagristia, i tant el temple com el campanar van resistir la crema, demostrant la solidesa d'aquestes construccións que daten de principis del mil·lenni. Un cop acabada la guerra, amb l'interior de l'església totalment destruït, sense poder aprofitar res, de moment es feren algunes misses de campanya a la plaça.
El que mai més s'ha tornat a reconstruir és el cor, el qual es trobava al fons de la nau principal. Una de les primeres imatges en ser reconstruïda, va ser la de la Mare de Déu de Cabrera, que compta amb una devoció de fort arreralment històric i tradicional entre els habitante de la vila. Més tard, cap a l'any 1914, va ser donada a la parróquia la imatge de l'actual Sant Crist, de mida natural i d'una gran vellesa plàstica, que va pagar la família Mir de Ca l'Esparra. A més a més de les imatges esmentades, trobem d'altres: Sant Antoni abat, Sant Isidre, Santa Llúcia, La Mare de Déu dels Dolors i Sant Sebastià, que procedeix de l'antiga capella que es va construir en el segle xvi. Amb la visita a Maçanet de la imatge de Fàtima, en els primers mesos de 1951, l'església parroquial de Sant Llorenç, va ser projectada pels organitzadors de l'event, en un dels principals escenaris en retre culte i devoció a la Verge de Fàtima, arran de l'ampli programa d'actes i activitats que es van dissenyar.